# Horror vacui

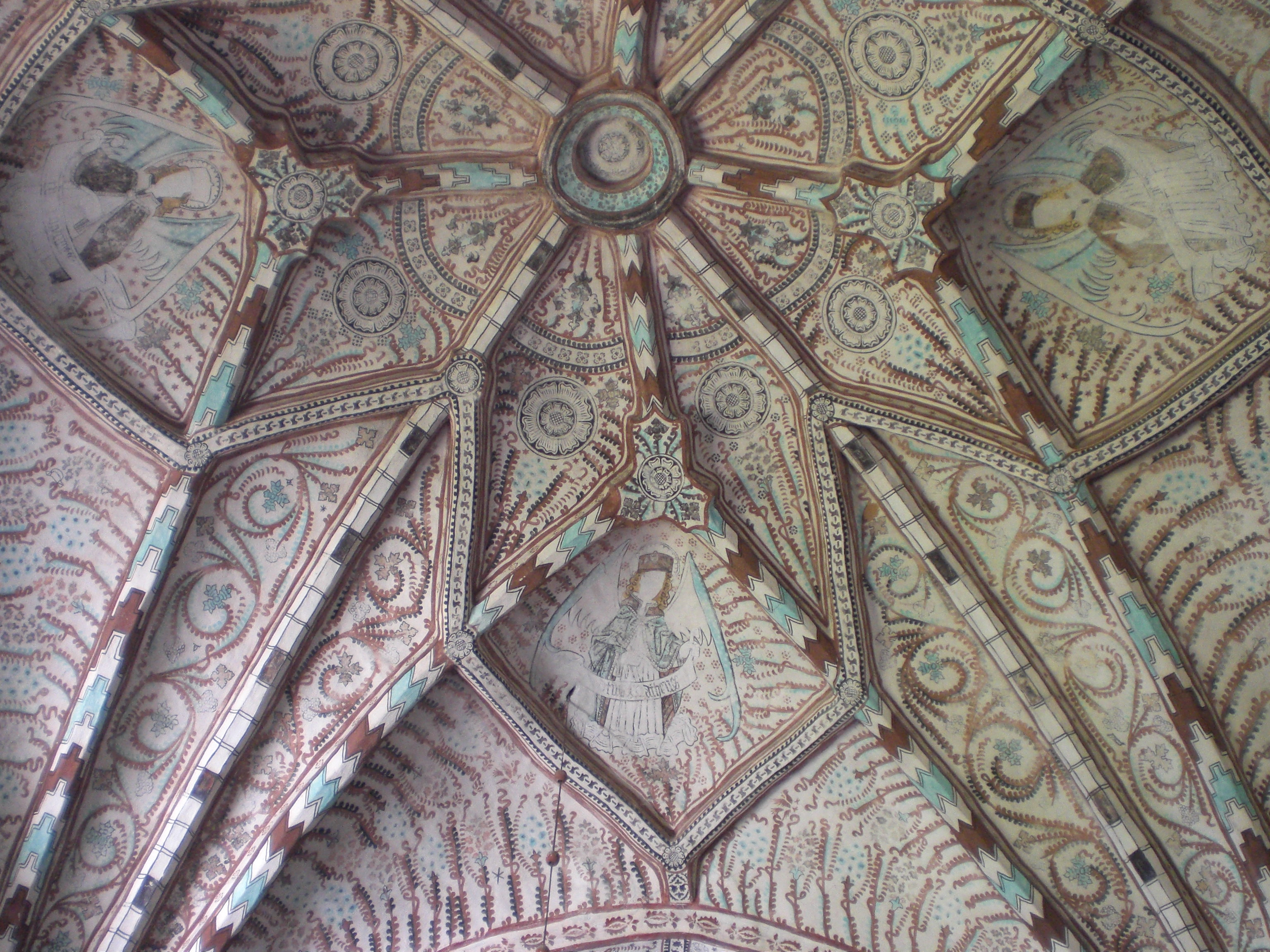
Takvalv från 1400-talet i Ytterlännäs gamla kyrka.

Horror vacui, latin för "skräck för tomrum", är ett uttryck både inom fysiken och konstvetenskapen.

## Fysik
En princip inom för-newtonsk mekanik. Ett inom fysiken brukat uttryck som härrör från Aristoteles. Enligt horror vacui finns en kraft i naturen som strävar efter att fylla tomrum med materia. Principen ersattes av Newtons rörelselagar och därifrån härledda lagar.

## Konstvetenskap
Inom konstvetenskapen refererar uttrycket till en företeelse där dekorationer helt fyller en duk eller annan yta, som om en sorts "rädsla" för tomma områden.